# Epipyga
Epipyga is een geslacht van halfvleugeligen uit de familie Epipygidae. De wetenschappelijke naam van dit geslacht is voor het eerst geldig gepubliceerd in 2001 door Hamilton.

## Soorten
Het geslacht Epipyga omvat de volgende soorten:
- Epipyga cribrata (Lethierry, 1890)
- Epipyga tenuifasciatus (Jacobi, 1921)